# 北京市大、中学校红卫兵联络总站

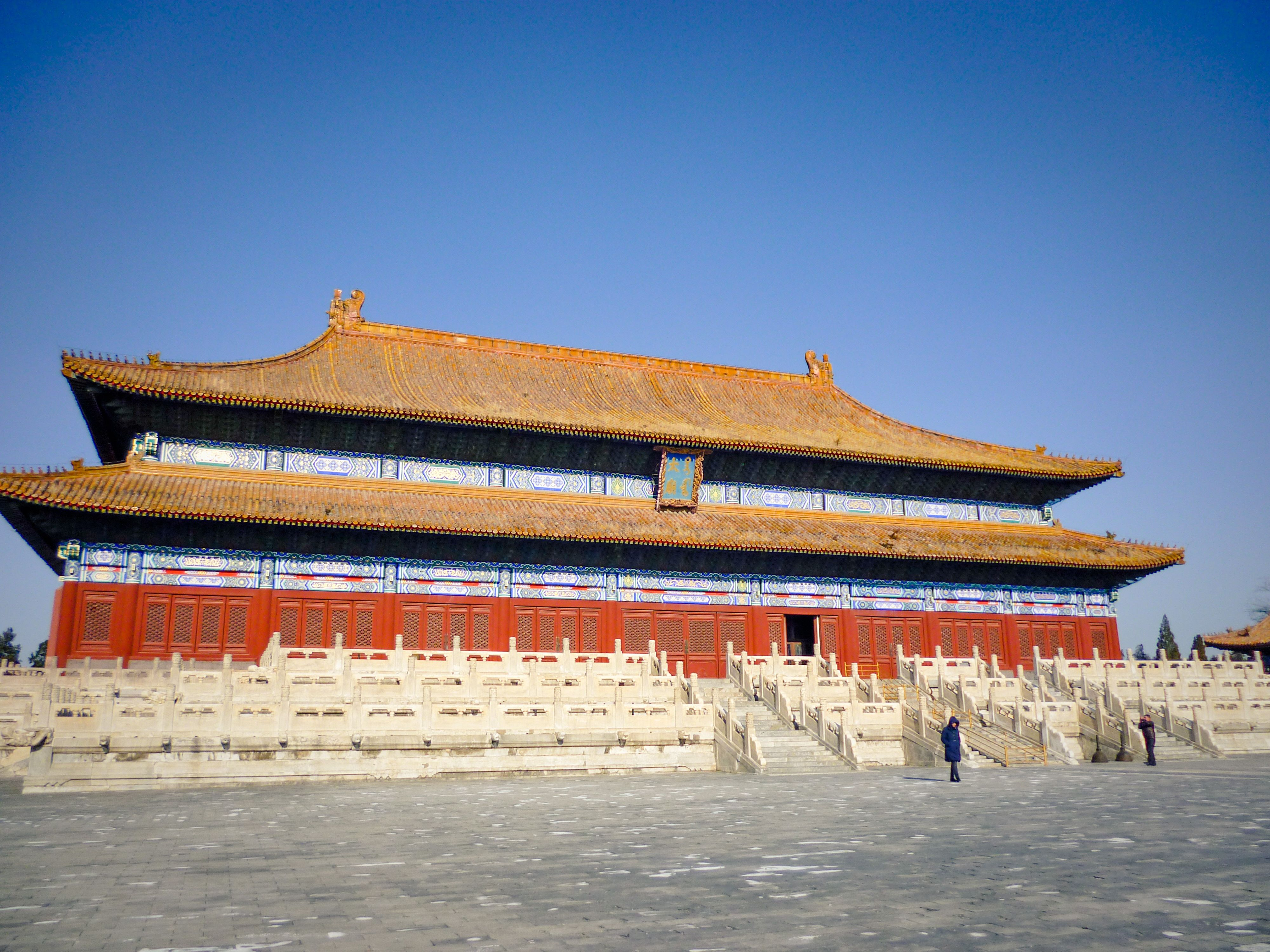
北京市劳动人民文化宫（北京太庙）的大殿。北京市劳动人民文化宫是北京市大、中学校红卫兵联络总站的办公地点。

北京市大、中学校红卫兵联络总站，是1966年8月至1967年2月之间存在的一个红卫兵联络总站，也是红卫兵的第一个“官方组织”，由中共北京市委按照国务院总理周恩来的指示成立。

## 成立
1966年8月18日，中国共产党主席毛泽东在天安门首次接见红卫兵后，全中国的红卫兵运动日益猛烈开展，打砸、抄家现象愈演愈烈，严重破坏了各地方党政机关及经济部门的正常工作。联络总站是周恩来指示北京市委成立的，以便将带有自发性、分散性、随意性的红卫兵组织起来，从而对红卫兵进行有效而持续的教育和引导工作。
1966年8月24日，北京新市委（指第一书记彭真领导的旧市委倒台之后新成立的中共北京市委，李雪峰任新市委第一书记）根据周恩来指示，成立了“北京市大、中学校红卫兵联络总站”（以下简称“联络总站”），其址设在北京市劳动人民文化宫（北京太庙原址）。经过两天筹备，于1966年8月26日召开了联络总站的成立大会，周恩来亲自出席成立大会，并作重要讲话。雍文涛回忆该讲话时说：“周总理说，设立联络总站的主要任务是宣传解释党的政策。党中央、国务院在总站内设立办公室，及时解决红卫兵提出的问题。”
联络总站的领导班子是由中共北京市委、北京卫戍区、红卫兵“三结合”形成，雍文涛（1966年6月，中共中央决定将雍文涛从中共广州市委调往北京，担任国务院文教办公室常务副主任和中共中央宣传部副部长。1966年8月，又兼任北京新市委中学文化革命委员会主任和新市委书记。）以中共北京市委书记的身份兼任党委书记主持联络总站工作，他从联络总站成立一直主持工作至1966年12月中旬被江青点名停止工作为止。中央美院的大三学生郑某是领导班子中的红卫兵代表，年龄最小。
联络总站设有政治处、政宣组、后勤组、办公室等等机构，分布在北京市劳动人民文化宫的大殿及厢房内。1967年春，郑某带美国记者安娜·路易斯·斯特朗参观完联络总站后，斯特朗感慨道：“北京是全国红卫兵运动的中心，劳动人民文化宫是中心的中心。”

## 工作

### 汇报与传达
联络总站成立前，北京市已掀起破“四旧”的浪潮，自1966年8月下旬至9月下旬，北京市达到了全市性的破“四旧”高潮。根据9月5日的统计，截至8月底，全北京市共打死一千多人，被抄家的有一万多户，即著名的“红八月”。遭到批斗、殴打、抄家的家属等纷纷来到联络总站申诉。一些学校的校长、教师、党支部书记被批斗致死，许多学校的校长和教师都被编入“劳改队”。比如革命烈士董振堂之女董光苔是北京市女三中的党支部书记，刚产下一女，便被强迫劳改（后来经过毛泽东批示，由联络总站负责营救了出来）。同时，北京市还发生了红卫兵驱赶市民的情况，自8月23日至9月9日，仅崇文区被迫迁出市区者便达到4000多人，随迁家属6000多人。红卫兵在不少理发店、服装店张贴“最后通牒”，指责它们搞奇怪发式、奇装异服，勒令它们停业；还有的红卫兵在荣宝斋张贴对联：“遗老遗少杂七杂八大毒草，黑诗黑画妖风鬼雨蛇神窝”，横批“鬼聚堂”。
联络总站以简报的形式，将这些严重形势分别汇报给中共中央、中央文革小组、国务院。当时主管“文化大革命”的中央文革对上报的情况不置可否，但实际上对联络总站已有不满，认为其立场错误。9月5日，中央文革发表了一期破“四旧”的简报《把旧世界打得落花流水——红卫兵半个月来战果累累》，内称“红卫兵是无产阶级革命的先锋队”，战果为“把资产阶级打得威风扫地”，“扫除了封建迷信”，”消灭了资本主义”。
为控制局面，9月1日周恩来出席首都大中学校红卫兵代表座谈会；9月10日周恩来出席首都大中学校红卫兵代表第二次座谈会。在这两次座谈会上，周恩来倾听了红卫兵提出的意见及问题，随后有针对性地宣传、解释党的政策。9月13日，周恩来参加了在先农坛体育场召开的首都大专院校红卫兵总部全体红卫兵大会，对即将赴广西、湖南长沙、四川成都、广东广州串连的12000余名红卫兵讲话，阐释红卫兵如何当好战斗队、学习队、宣传队。雍文涛回忆这三次会上周恩来的讲话要点时说：

在谈到武斗打人问题时，周总理说：我们是无产阶级专政的国家，政权在我们手里，有政权，有武装，人有错误，可以评批，犯了法可以关起来，可以送去劳改。至于煞他们的威风问题，那也有人民的威力，有解放军的威力。所以，我们提倡要文斗，不要武斗，不要动手打人。就是斗争那些走资本主义道路的当权派、斗争那些地富反坏分子，也应该是这样。
在谈到对待五类分子问题时，周总理说：我们要团结大多数，特别要争取团结中间力量。敌人总是少数，朋友总是多数，打击面太大，就会失掉中间派的同情。不是所有地富反坏右出身的都打倒，我们要打击的是那些暗藏的反革命，现在还在搞反革命活动的，有民愤、有血债、查有证据的反革命。右派分子，只要摘了帽子就不叫右派。对资产阶级，我们要批的是他们的思想体系和违法行为。对一般的资产阶级上层人士，我们也是采取教育改造的方针，不能动不动就搜查、抄家，即使对逃亡地主，他们原有的土地已经被分了，到这里已经落户了，也不需要再把他们赶走，不能把一切人都赶走。要派出所把名单交给你们，由你们去赶，那也不一定好。如果这样做，我看就是派出所想卸包袱，派出所把名单交给你们了，你们就把这些人往火车上一赶，以为就完事了，其实没那么简单。不能把一切黑五类的人和他们的家属子女都清除掉，这是无政府主义思想，不是毛泽东思想，毛主席历来主张要改造他们。对知名人士，一定要慎重对待。宋庆龄是我们革命的长期合作者，到她家里去贴大字报就不恰当。这只是说贴大字报，若进一步超过这个范围，如打人、搜查、抄家，那就属于法律制裁问题了。十五中同学同我谈话时说，理发馆都是资产阶级的，不要了。我反问他们，北京几万理发工人怎么办呢？他们一家子生活怎么解决呢？有的同学说留长辫子不行，但短辫子有什么不可以呢？这就算资产阶级思想吗？他们一下子被我问住了。
在谈到宗教信仰问题时，周总理说：不能把清真寺都办成学校，都做为公共的机关。象新疆一些地方，宗教信仰和民族习惯是结合在一起的，你要改变那个习惯，需要时间，宣传是可以的，强制就不对了。

针对一些人破坏公共设施、烧毁文物等，周总理提出：要保护国家财产，保护群众利益。有些东西国内不能用的，可以出口，有人说是资产阶级的东西，不能出口，非毁掉不可，其实卖出去可以换取外汇，买回我们所需要的机器嘛！
联络总站及其下属分站，在周恩来讲话之后，随即通过各种形式分别向各学校传达。根据9月24日的统计，听传达的大、中学校师生达到数万人次。
由于局势混乱，周恩来频繁参加红卫兵组织的各类会议，宣传党的政策。雍文涛回忆：
从8月下旬总站成立到12月中旬我被江青点名停止工作的3个多月时间里，周总理为教育引导青少年按照党的政策办事，亲自参加红卫兵组织召集的大型汇报会、座谈会等在40次以上。小型的、个别的约见谈话就更多了。无论是大型会议，还是小型个别会见，周总理都不失时机地向青少年宣传、解释党的政策，作了大量工作。有些会议长达四五个小时，有些会见谈话则是通宵达旦进行的。周总理在青少年身上倾注了大量心血，他那种不辞劳苦、日以继夜地忘我工作和高度负责的精神，激发了同志们宣传党的政策的热情，克服了畏难情绪。那段时间，联络总站平均每天接待人民群众来访上千人次（来信、来电话及外出联系办事的不计算在内）。

### 毛主席接见红卫兵
1966年9月1日，《人民日报》仅有一个主题：“毛泽东主席接见五十万来自全国各地和首都的红卫兵与师生。”这是继8月18日之后，毛泽东第二次接见红卫兵。随后，10月1日中华人民共和国国庆，联络总站接待并安排红卫兵登上天安门城楼，这是联络总站的重点工作。自9月初开始，联络总站便开始接待并筛选红卫兵，特别是进行政治审查。10月1日当天，要安排900名红卫兵登上天安门城楼，近距离接触毛泽东。能登上天安门城楼的红卫兵，多数是通过联络总站大学组、中学组提名，或中央领导提名，自全中国各地找来，各个省、自治区、直辖市都有若干名额。他们不仅要通过政治审查，还要具备代表性，其中要有劳动模范及革命烈士的子女。
1966年国庆前夜，联络总站的郑某率领这900名“红卫兵代表”入住中南海北面的几栋房子，每12人组成一个班。10月1日国庆上午，他们在天安门城楼后面集合，按上级命令，他们身上携带的钥匙、小刀等全部硬物被暂时收走。中央规定，“不能主动跟主席握手，除非主席主动伸手”，“不许冲撞挤压”，“不许主动讲话”， 郑某对红卫兵代表们也进行了严格要求。随后他们登上了天安门城楼。
从1966年8月18日至11月26日，毛泽东先后8次接见从全国各地来到北京的1300万红卫兵与学生。

### 接待大串连
联络总站下设有一个具体执行机构，设在先农坛体育场，外地来北京的红卫兵下火车之后，其中大部分人被拉到那里，再分配至联络总站下属的各接待站。
1966年9月5日，全国性的大串连获得中央肯定，并通过报纸和广播发出通知，全中国实行革命大串连，火车、汽车对红卫兵一律免费。联络总站负责所有到北京大串连的红卫兵的相关事务。红卫兵接待站随之在北京到处设立，为参加大串连的红卫兵提供免费吃住，红卫兵若有急需还可凭证件借钱。几乎所有单位，包括银行，都被改成了接待站。由于接待红卫兵的钱及粮票均由上级下拨，所以外地来北京的红卫兵也常被安排住在北京市民家中，居委会负责为他们做饭，例如馒头、窝头加豆角或冬瓜，有时还给做煮鸡蛋、红烧肉。
天坛也是较大的红卫兵接待站。1966年11月，陕西的周严带着数百名红卫兵，被安排住宿到天坛临时搭建的席棚。当时军队已在此进驻，这些红卫兵入住后，也采用军事化管理，被编成多个团。他们的伙食是馒头和白菜肉片等等肉菜，馒头堆在他们住的屋内，“像小山一样”，开饭时，从一个大铁桶里盛菜，“吃的还可以，就是实在太拥挤”。等待多日后，他们被安排在一天凌晨步行至天安门，接受毛主席接见。
当时大部分从外地来北京大串连的红卫兵，目的都是见毛主席，到北京大学、清华大学看大字报，顺便在北京旅游。

## 结束
1966年12月16日，在北京工人体育馆召开“北京市中学生批判资产阶级反动路线誓师大会”，这是一次万人大会，江青、周恩来、陶铸等中央领导出席。会上，江青借斥责西城区红卫兵纠察队的机会，公开点名国务院秘书长周荣鑫和中共北京市委书记雍文涛，称“在这些问题上，周荣鑫是有责任的，雍文涛也是有责任的！”紧接着还说：“要不要让他们站出来请大家看看啊？”全场随即群情激愤的喊“要！”周荣鑫、雍文涛在主席台上站起来，台下喊“低头！”雍文涛、周荣鑫随即“靠边站”、被“打倒”了。他们的倒台是因为拥护和执行了周恩来的工作方针。
1967年2月，上级下达通知，撤销联络总站，宣布其“历史使命完成了”。联络总站的人员四散，比如郑某便率领联络总站的20余名下属，坐火车赴延安。
郑某离开北京时，从黑龙江省赶回北京的李东民（北京市第二十五中学的高中生）却忙碌起来。李东民在大串连之初成立了“毛泽东思想红卫兵首都兵团”，参加人数与日剧增，后来，北京市几乎全部中学都聚在该组织旗下。该组织和其他几个组织，取代了原来联络总站的部分职能。
1967年3月19日，中共中央发布《关于停止全国大串连的通知》。4月20日，中共中央发布《重申停止全国大串连的通知》。其后大串连逐渐停止。